# Мункачи, Шандор
Шандор Мункачи (венг. Sándor Munkácsy; род. 24 июля 1969, Гёдёллё, Пешт) — венгерский легкоатлет, специалист по многоборьям. Выступал за сборную Венгрии по лёгкой атлетике в 1988—1997 годах, бронзовый призёр Кубка Европы в командном зачёте, многократный победитель и призёр первенств национального значения, участник летних Олимпийских игр в Барселоне.

## Биография
Шандор Мункачи родился 24 июля 1969 года в городе Гёдёллё. Проходил подготовку в Будапеште в столичном клубе «Уйпешти».
Впервые заявил о себе в лёгкой атлетике на международном уровне в сезоне 1988 года, когда вошёл в состав венгерской национальной сборной и выступил на юниорском мировом первенстве в Садбери, где с результатом в 7063 очка стал в десятиборье седьмым.
В 1992 году занял седьмое место в семиборье на чемпионате Европы в помещении в Генуе. Благодаря череде удачных выступлений удостоился права защищать честь страны на летних Олимпийских играх 1992 года в Барселоне — набрал в сумме всех дисциплин десятиборья 7698 очков, расположившись в итоговом протоколе соревнований на 20-й строке.
После барселонской Олимпиады Мункачи остался в составе легкоатлетической команды Венгрии и продолжил принимать участие в крупнейших международных стартах. Так, в 1993 году он выступал в семиборье на чемпионате мира в помещении в Торонто, но провалил все попытки в прыжках в высоту и вынужден был досрочно завершить выступление. Позже на чемпионате мира в Штутгарте занял 17-е место в десятиборье.
В 1994 году на чемпионате Европы в Хельсинки с личным рекордом в 8071 очко стал в десятиборье шестым.
В 1997 году на Кубке Европы по легкоатлетическим многоборьям в Таллине набрал 7787 очков, тем самым помог своим соотечественникам выиграть бронзовые медали в мужском командном зачёте.
Женат на известной венгерской легкоатлетке Зите Балинт, участнице Олимпиады в Атланте в тройном прыжке.